# U-Kiss
U-Kiss (coréen : 유키스, japonais : ユーキス, souvent stylisé U-KISS) est un boys band sud-coréen de K-pop composé de trois membres : Soohyun,Hoon et Jun. Le nom du groupe signifie Ubiquitous Korean International Idol Super Star, qui peut se traduire par « Super Star Coréennes Omniprésentes Internationalement ». Ce groupe a été formé en 2008 par l'agence NH Media.
Le groupe débute officiellement le 28 août 2008 en Corée du Sud, avec la chanson Not Young.
À leurs débuts, U-Kiss est un groupe avec des chorégraphies addictives et des chansons style électro-pop. Mais leur style a changé depuis leur comeback de 2011, le boys band a notamment subi des changements drastiques (remplacement de certains membres), afin d'apporter plus d'évolution et de maturité au groupe.
Le nom des fans de U-Kiss est « Kiss Me ». La couleur officielle du groupe est le rose perle.

## Carrière

### Pré-débuts et débuts
U-Kiss s'est formé en 2008, et était composé de 6 membres. Kibum et Kevin étaient à l'origine des membres du boys band Xing, mais ils ont quitté ce groupe en 2007. Les quatre autres membres ont été choisis individuellement lors des auditions de la NHMedia.
Le groupe a débuté au Japon le 15 août 2008 au Power of Atamix 08, et en Corée du Sud le 28 août 2008 avec leur mini album New Generation. Le 3 septembre 2008, ils ont fait une performance live avec leur première chanson Not Young, au Mnet.
Même s'ils étaient nouveaux dans le monde de l'industrie, U-Kiss fut considéré comme une collaboration entre le Japon et la Corée. Une célèbre agence entertainment, Yoshimoto Group (Japon), investit 150 millions de KRW (environ 100 811 871 euros) pour U-Kiss, comme un groupe internationalement connu. La raison de cet investissement est la capacité du groupe à parler plusieurs langues : Alexander sait parler sept langues (espagnol, portugais, cantonais, japonais, mandarin, coréen et anglais); Eli parle anglais, coréen et mandarin; Dongho peut parler en coréen et en mandarin; Kevin en anglais tandis que Kibum peut parler en japonais.

### 2009 - 2010:Only One, émissions de variété et premiers concerts
U-Kiss sorti son second mini album Bring It Back 2 Old School en 2009, avec le titre I Like You qui les rendit populaires en Thaïlande. Le troisième mini album, ContiUkiss, lança officiellement la carrière de Lee Kiseop, il devint ainsi le 7e membre du groupe. Le titre Man Man Ha Ni sorti avec un changement dans leurs lignes. En 2010, le quatrième mini album Break Time sorti avec le titre Shut Up!. Le premier album du groupe, Only One, sorti le 3 février 2010, propulsant leur plus gros tube Bingeul Bingeul dans les premières places des classements musicaux aux Philippines. L'album obtint des hauts scores dans plusieurs classements (Hanteo Charts, Hot Tracks, Syn-nara Records et Evan Records) en seulement un jour. Pour promouvoir l'album, U-Kiss joua en Malaisie, en Mongolie et au Japon, mais aussi aux Philippines, où ils ont vendu plus de 1000 exemplaires en un jour, battant les records de ventes; ils gagnèrent ainsi un million de pesos (soit environ 18 237 euros). En raison de leur succès, le groupe donna son premier concert aux Philippines : U-KISS First Kiss Tour in Manila. En dehors de leur carrière musicale, U-Kiss joua dans leurs propres émissions de variété, All About U-Kiss, U-Kiss Vampire et Chef U-Kiss, mais certains membres apparurent également dans d'autres émissions. Kevin et Alexander rejoignirent l'émission de radio Arirang Pops in Seoul, et furent accueillis dans All About You. Ils ont aussi chantés en featuring pour Finally, une chanson des Brave Brother's. Eli devint un MC dans MBC's show, Fusion. Le nouveau membre, Kiseop apparut dans le drama Uljjang Shidae 2 (Pretty Boys and Girls saison 2). Dongho fit plusieurs apparitions aussi, dans The Invincible Baseball Team, Idol Maknae Rebellion et My Black Mini Dress. Kibum et Eli jouèrent dans le drama thaïlandais Autumn's Destiny, mais leurs voix furent doublées, car ils ne pouvaient pas parler thaïlandais.

### 2011:Neverlandet débuts au Japon
NH Media a officiellement annoncé les débuts de U-Kiss aux États-Unis. Le groupe a enregistré plus de cent pistes à trier pour leur album américain, mais le projet a été annulé à cause de la fin de contrats de deux membres. Alexander et Kibum ont quitté le groupe en 2011, et ont été remplacés par l'ancien membre de 'Paran', Kim JaeSeop (AJ), et un artiste solo, Yeo HoonMin (Hoon). Le nouveau groupe a fait son retour le 30 mars avec son cinquième mini album, Bran New Kiss, et une nouvelle ballade 0330. U-Kiss sorti son deuxième album Neverland en septembre avec les titres phares Neverland et Someday. Le groupe a également sorti un DVD documentaire intitulé U-KISS Days in Japan sur leurs différentes activités japonaises. Ce DVD est arrivé à la huitième place du Daily Oricon Chart du 30 mars 2012. À partir du 8 juin 2011, le groupe est resté trois mois au Japon pour préparer ses débuts officiels japonais et a signé avec Avex Japan. Un album de compilations appelé First Kiss s'est placé à la seconde place du Oricon daily charts le jour de sa sortie. Le 24 août 2011, ils ont sorti la version japonaise de Bran New Kiss. Ils ont aussi sorti leur premier single japonais, Tick Tack. Leur second single japonais, Forbidden Love, est sorti en même temps que leur premier album japonais, A Shared Dream. En 2012, Oricon a publié que les hautes ventes d'album au Japon des U-Kiss leur permettait de les comparer à de grands artistes comme Girls' Generation ou KARA.
En dehors de leurs albums, U-Kiss a aussi participé à de nombreuses émissions de musique et de concerts. Ils ont donné une performance au Korea-Taiwan Friendship Concert tenu au TICC Taiwan, au Dream Concert au Seoul World Cup Stadium, au Music bank (festival de K-Pop) à Tokyo et au Korean Music Wave 2011 à Singapour. Ils ont participé au Youth's Ambition Concert à Macao avec des artistes connus comme Kim Hyun-joong et B1A4.

### 2012: concerts dans le monde,Doradoraet singles nippons
En 2012, U-Kiss a participé au Music Bank à Paris (France). Le groupe est devenu le premier groupe de K-Pop à donner une performance en Colombie (Amérique du Sud) au 2012's Los 40 Principales avec la star internationale Shakira.
En mars, le groupe a doublé les ventes du DVD U-Kiss 1st Japan Live Tour 2012 grâce à leur tournée au Japon. Ils ont performé dans plusieurs villes comme Sapporo, Sendai, Nagoya, Osaka, Fukuoka et Tokyo. La tournée a commencé le 2 mars 2012 et s'est terminée le 25 mars 2012, achevant la tournée avec succès, puisque pas moins de 25 000 fans japonais ont assisté aux concerts. Grâce à ce succès, le concert aura des dates supplémentaires en juillet, et aura lieu dans des salles plus grandes. Cette année-là, U-Kiss a été choisi comme le 1er groupe de la Hallyu regardé au Japon, tandis que Kevin a été choisi comme la star Hallyu la plus chanceuse de 2012. Parallèlement, Dongho et Hoon ont été sélectionnés pour jouer dans la série Holy Land/Holiday, dont le thème est une rébellion de lycéens. Le 1er janvier, U-Kiss a déclaré sur la chaîne YouTube officielle leur retour en Corée en avril, avec un nouveau mini-album pour lequel ils ont enregistré un total de 100 chansons. Ils sont donc revenus en Corée avec la sortie de leur 6e mini-album, Doradora, le 24 avril 2012. En mai, Doradora a remporté une récompense au German Asian Music Chart du mois de mai en Allemagne, face à Fantastic Baby des Big Bang. Le 5 juin, le groupe a également sorti son 7e mini-album : The Special to KissMe. Le premier titre Believe a été composé par AJ ; le clip est sorti le 8 juin 2012.
Le groupe a assisté au K-Pop Nation Concert,, à Macao avec les Girls' Generation, SHINee, et B.A.P, le 2 juillet 2012.
U-Kiss a dévoilé son 3e single japonais, Dear My Friend le 25 juillet,. Le titre a été utilisé dans un anime japonais, Stormy Night (Secret Friends). Le 10 août 2012, U-Kiss a donné une performance de Dear My Friend à Happy Music. Un titre présent dans le single Dear My Friend composé par AJ (Beautiful) a été utilisé comme une chanson commerciale pour le magasin Kintetsu "Passe Bazaar".
AJ a été accepté à la prestigieuse université Columbia aux États-Unis, qui est la quatrième meilleure école en 2012. Il a été annoncé qu'AJ quittera temporairement le groupe pendant 5 mois pour se consacrer à ses études,. Dongho a obtenu son permis de conduire début août, tout récemment âgé de 18 ans.
Un nouveau single japonais, One of You, est attendu pour le 5 septembre, mais le PV a été dévoilé à la télévision le 17 août. Cette chanson sera utilisée comme musique thème du manga Bee, Omoni Naiteimasu (I’m generally crying). One Of You et Dear My Friend ont atteint respectivement la 7e et la 5e place du Oricon Chart du mois de septembre 2012, dépassant les Orange Caramel avec leur titre Sweet Devil.
U-Kiss sortit un nouveau single coréen, Cinderella, le 31 août 2012,, qui est disponible uniquement sur Internet. Le titre sera utilisé pour le drama Did You Forget. Le groupe a tenu son dernier concert japonais au Budokan de Tokyo le 5 septembre devant 10 000 fans,.
Un comeback coréen est attendu pour le 20 septembre avec un mini album intitulé Stop Girl,,. Les photos teaser d'Eli et de Kiseop ont été dévoilées le 10 septembre, celles de Kevin et de Soohyun le 11, et enfin celles de Hoon et de Dongho ont été révélées le 12 pour clore la série des teasers individuels. Un teaser MV en noir et blanc a été dévoilé le 13 septembre. Une version en couleur est également disponible. Le 17 et le 18 septembre, le poster, la pochette CD et la liste des titres ont été révélés. Les deux versions du MV (noir & blanc et en couleur) de  Stop Girl ont enfin été révélées le 20 septembre,,. Ils ont tenu leur première performance au M!CountDown du 20 septembre. Une vidéo de leur entraînement est également disponible sur la chaîne officielle Youtube des U-Kiss. Le live du M!CountDown du 11 octobre a été tourné en Thaïlande,.
Le 19 septembre, le groupe a reçu une récompense par le ministère de la Culture, du Sport et du Tourisme. En effet, U-Kiss est un acteur principal de la vague culturelle coréenne (Hallyu), il a donc reçu le trophée du Korean Wave Special Achievement Award.
Dongho a obtenu un rôle dans le film coréen Don't Cry Mommy, qui sera diffusé dans les salles en novembre 2012. La bande-annonce est désormais disponible. Le film a atteint la première place au classement du box-office dès le jour de sa sortie, avec 112 223 entrées.
Le 6 octobre 2012, Eli a laissé plusieurs messages sur son compte Twitter officiel pour exprimer son mécontentement face aux anti-fans.
Le 12 octobre, Dongho a été transporté à l'hôpital à cause d'une pleurésie. Il est sorti le 18 octobre, après avoir été opéré.
Les U-Kiss ont annoncé deux dates pour leur tournée en Amérique du Sud : le Pérou le 1er novembre, qui s'est déroulé devant 7000 fans et le Chili le 3 novembre. Il est prévu qu'ils passent également par le Brésil, le Mexique et la Colombie pour un total de 5 dates en Amérique du Sud, ce qui sera une première pour un groupe de KPop en solo. Le groupe se produira également à Litchfield (Royaume-Uni).
En décembre, Eli a été choisi pour présenter l'émission Tasty Road aux côtés de NS Yoon-G.
Soohyun jouera le rôle principal de la comédie musicale Time at the Girls’ High School qui débutera en Corée du Sud le 29 décembre.
Initialement prévu pour le 21 novembre 2012, le 5e single japonais des U-Kiss intitulé Distance... sortira le 12 décembre 2012. Le 20 novembre, la version courte du MV a été mise en ligne, révélant une chanson douce et un MV épuré aux couleurs sobres.
Le 28 décembre 2012, le groupe a mis en ligne sur Internet un single digital coréen intitulé Gangsta Boy,. C'est un titre dance et entrainant qui a des sonorités très électroniques.

### 2013 - 2014
Le 13 février 2013, sortira le 6e single japonais Alone. Ce titre a été choisi pour être la chanson principale du drama japonais « Bookstore Worker Michiru’s Personal Story », qui sera diffusé dès le 8 janvier 2013. Un trailer a été mis en ligne le 23 décembre 2012.
Le 13 janvier 2013, le PV de Alone a été mis en ligne par Avex.
Faisant partie des idoles nées en 1994, Dongho a été diplômé de son lycée le 7 février 2013, mais n'a malheureusement pas pu assister à la remise de son diplôme.
Un comeback coréen est prévu pour mars 2013, avec un album intégral qui comprendra des pistes inédites et des titres solos. Ce comeback marquera le retour du rappeur AJ. Il rejoindra le groupe dès le 15 février pour un fan meeting spécial . Après les photos teasers du groupe, puis individuelles, le troisième album des U-Kiss, Collage, a enfin été dévoilé le 7 mars 2013. Le MV du titre phare Standing Still, quant à lui, a été révélé le lendemain, 8 mars 2013.
Soohyun a récemment obtenu sa place à l'université Paichai. En effet, le 12 mars, il a visité l'université et a rencontré ses professeurs ainsi que le président de l'école. Des photos du leader visitant l’université sont disponibles sur le blog et le compte twitter de l’université Paichai.
Les U-Kiss et 2NE1 ont été sélectionnés pour représenter la Corée du Sud lors d'un concert « Formula 1 Malaysia Grand Prix » qui se déroulera à Kuala Lumpur (Malaisie) aux côtés des Backstreet Boys et Demi Lovato.
Kevin, Soohyun et Dongho participeront à l'émission « Immortal Song 2 » sur KBS. Leur première performance sera diffusée lors de l'émission du 30 mars.
Un sous groupe voit le jour le 22 avril, composé d'AJ et Eli (en featuring avec Kevin pour le premier album)(voir Sous groupes : uBeat).
Kiseop et Hoon, pour leur part, intègrent la comédie musicale « Goong » au Japon, aux côtés d'autres artistes tels que MinHwan (FT Island) et Sungmo (Supernova). La première date est prévu à Osaka en juillet.
En juin 2013, U-Kiss visite l'Amérique du Sud à l'occasion d'une mini-tournée : en effet le groupe donnera un concert au Pérou le 21 juin, en Colombie le 23 et au Mexique le 28. Le retour en Corée est prévu pour le 30 juin.
Le 24 juillet 2013, le groupe sera de nouveau réuni pour leur second album japonais. Le MV d'un titre présent dans cet album a été préalablement révélé le 7 juillet : il s'agit d'une ballade qui dure près de 5 min, intitulée Inside Of Me.
En janvier 2014, U-KISS fait une tournée aux États-Unis, en passant par New York, San Francisco et Los Angeles. Les préventes des billets VIP se sont écoulées en seulement 30 secondes pour la date de Los Angeles et huit minutes pour celle de New York. U-KISS fait également des apparitions dans les médias américains en cours de route, notamment dans une interview pour l'émission télévisée nationale d'ABC, Good Morning, America,,,,,,.
Le 15 mai, NH Media annonce l'arrivée d'un nouveau membre, Jun, via le site officiel coréen de U-KISS. L'absence du rappeur AJ pour le prochain comeback est également abordée, celui-ci terminant ses études à l'université Columbia. Le 2 juin, Jun fait ses débuts avec U-KISS. Ils sortent par la suite leur 9e mini-album, Mono Scandal, ainsi que le clip-vidéo pour le single Quit Playing, interdit aux moins de 19 ans. Avec cette chanson, U-KISS devient le premier boys band à être temporairement interdit de diffusion en Corée du Sud pour « chorégraphie inappropriée », les obligeant à modifier leur danse.
Le 5 juillet, Soohyun présente aux fans une vidéo spéciale où il interprète la ballade d'Im Chang-jung, Like a Fool.
Leur tournée japonaise U-KISS JAPAN LIVE TOUR 2014 débute par une représentation à Tokyo le 16 juillet, puis continue dans 12 villes, et attire en tout plus de 120 000 spectateurs.
La même année, le groupe entame une tournée européenne, intitulée Scandal In Europe, qui commence le 21 septembre à Moscou, le 24 septembre à Londres et se termine le 28 septembre à Paris,. À Paris, ils font l'objet d'un documentaire vidéo exclusif.

### 2015:Always,1revictoiredans une émission musicale etno1au classement Oricon
U-KISS apparaît dans l'émission musicale M Countdown en interprétant leur single Playground le 22 janvier 2015. Ce single sort quelque temps plus tard avec leur dixième mini-album, Always, le 23 janvier. Le 3 mars, U-KISS gagne le prix de The Show - China Choice de SBS pour leur chanson Playground, 1er trophée remporté lors d'une émission de musique hebdomadaire.
Dans un sondage réalisé en février par un site japonais sur le divertissement coréen (kaori.net), Soohyun remporte la 2e place dans la catégorie du meilleur leader.
Le quatrième album japonais de U-KISS, Action, sort le 18 mars. Il figure à la deuxième place du classement Oricon Daily le jour de sa sortie, puis en tête du classement le lendemain de sa sortie. Il se positionne également au n°4 sur le classement hebdomadaire Oricon, avec 20 297 exemplaires vendus.
Soohyun et Jun sont par la suite sélectionnés pour jouer les personnages principaux d'une comédie musicale coréenne, RUN TO YOU, mise en scène au Tokyo Zepp Blue Theatre du 26 juin au 5 juillet 2015.
La tournée au Japon de U-KISS intitulé Action a eu lieu en été 2015, le 16 août à Osaka, du 18 au 19 août à Tokyo, le 22 août à Hokkaidō, du 24 au 25 août à Aichi, le 27 août à Osaka, le 28 août à Fukuoka, et le 30 août à Miyagi,.
Le 19 août, Soohyun révèle son premier single solo japonais, Kimi Dake Wo, comprenant également une reprise de la chanson de Tamaki Koji, Melody.
U-KISS sort son 11e single japonais, Stay Gold, le 9 septembre. Il se classe no 2 au classement Oricon journalier et no 3 au classement Oricon hebdomadaire, avec un total de 44 418 ventes enregistrées. Le 23 décembre, U-KISS poursuit ses promotions japonaises avec la sortie de son premier mini-album pour Noël, intitulé The Christmas Album.

### 2016 - 2017:StalkeretThe Unit
Le 23 février, U-KISS révèle son 12e single japonais Kissing to Feel, et son cinquième album japonais, One Shot One Kill, le 23 mars.
Le 11e mini-album coréen de U-KISS, intitulé Stalker, sort le 7 juin,.
Le 29 août, le membre AJ annonce l'expiration de son contrat avec NH Media, et quitte officiellement le groupe.
Le groupe entame une seconde tournée japonaise en 2016, intitulée U-KISS Japan Best Live Tour ～ 5e anniversaire spécial. Elle se déroule le 2 décembre à Fukuoka, le 4 décembre à Hiroshima, du 9 au 10 décembre à Hyogo, le 15 décembre à Aichi, le 23 décembre à Miyagi et le 25 décembre à Kanagawa,.
Le 2 mars, Kevin Woo annonce également son départ officiel du groupe après l'expiration de son contrat avec NH Media. U-KISS continu ainsi son parcours en tant que groupe de cinq membres. Soohyun et Eli ont quant à eux renouvelés leurs contrats avec NH Media,.
Le 5 mai, U-KISS participe à un concert de K-pop pour la finale du festival culinaire d'une semaine à Séoul. Ils étaient soutenus par leurs collègues de label, LABOUM,.
Le 19 juillet, Soohyun révèle son deuxième single solo japonais, I'll be there, comprenant des duos avec Jun sur les chansons STORY et WILD & TOUGH.
Par la suite, Jun auditionne pour l’émission de télé-réalité musicale The Unit (qui a commencé à être diffusée le 28 octobre), et termine à la 1re place.

### 2018 - en ce moment: 10eanniversaire des U-KISS et retour de Soohyun
Le 31 mars, U-KISS sort son 7e album japonais, LINK, comprenant les chansons enregistrées par Soohyun avant son départ à l'armée. Il se positionne au n°3 sur le classement Oricon.
Tous les membres de U-KISS (y compris Soohyun, en congé temporaire du service militaire) ont célébré le 10e anniversaire de leurs débuts coréens,.
Le 10 octobre, le groupe revient avec son 15e single japonais, intitulé Scandal, qui se classe à la 8e place au classement Billboard Japan Hot 100. Le 19 décembre, U-KISS sort son 8e album japonais complet, Glory, comprenant une chanson de Noël. La chanson est utilisée dans le parc Huis Ten Bosch, l'un des plus grands parcs à thème du Japon.
Le 18 mars 2019, Hoon rejoint la marine coréenne dans le cadre de son service militaire obligatoire,.
Le 10 avril, Jun sort son premier single solo japonais, intitulé Phenomenal World. Tower Records Japan classe le single au n°7 et le déclare comme étant le single le plus vendu au Japon par un artiste coréen (pour le premier semestre de 2019).
Le 16 mai, NH Media annonce le départ d'Eli et Kiseop après l'expiration de leur contrat avec l'agence.
Le 1er septembre 2019, Soohyun termine son service militaire obligatoire.
Le 6 novembre, Jun sort une version coréenne et japonaise de son single solo My Way, dont il a écrit les paroles.
Le 20 octobre 2019, c'est autour de Hoon de terminer son service militaire obligatoire et ainsi de quitter la marine.

## Sous groupes

### uBeat
En avril 2013, il a été annoncé qu'un sous groupe composé de AJ et Eli allait voir le jour sous le nom de uBeat, faisant référence au nom du groupe U-Kiss mais également à Beat pour le rythme, la pulsation, le battement. Pour leur premier opus, ils sont accompagnés du vocaliste Kevin. Des photos teasers ont été révélées, et l'album est sorti le 22 avril : il se compose d'une intro, de deux titres inédits et de remix des titres présents dans le dernier album du groupe Collage. Le sous groupe s'est une nouvelle fois entouré du célèbre producteur Brave Brothers, auteur du titre Man Man Ha Ni. Le MV du titre phare, Should Have Treated You Better, a été révélé le 29 mai.

## Membres
- Soohyun (coréen: 수현), né Shin Soohyun (coréen: 신수현) le 11 mars 1989 (36 ans)[142].
- Hoon (coréen: 훈), né Yeo Hoonmin (coréen: 여훈민) le 16 août 1991 (33 ans).
- Jun (coréen: 준) né Lee Junyoung (coréen: 이준영) le 22 janvier 1997 (28 ans).

### Anciens membres
- Alexander (coréen: 알렉산더), né Alexander Lee Eusebio (coréen: 알렉산더 이 유세비오) le 29 juillet 1988 (36 ans).
- Kibum (coréen: 기범), né Kim Kibum (coréen: 김기범) le 29 décembre 1990 (34 ans).
- Kiseop (coréen: 기섭), né Lee Kiseop (coréen: 이기섭) le 17 janvier 1991 (34 ans).
- Eli (coréen: 김경재), né Kim Kyoungjae (coréen: 김경재) le 13 mars 1991 (34 ans).
- AJ (coréen: 에이 제 이), né Kim Jaeseop (coréen: 김재섭) le 4 juin 1991 (33 ans).
- Kevin (coréen: 케빈), né Woo Sunghyun (coréen: 우성현) le 25 novembre 1991 (29 ans).
- Dongho (coréen: 동호), né Shin Dongho (coréen: 신동호) le 29 juin 1994 (30 ans).

## Discographie

### Albums studios
| Titre                                                                              | Détails de l'album                                                                              | Meilleures positions | Meilleures positions | Meilleures positions | Ventes                 |
| Titre                                                                              | Détails de l'album                                                                              | COR                  | JPN                  | US World             | Ventes                 |
| Coréen                                                                             | Coréen                                                                                          | Coréen               | Coréen               | Coréen               | Coréen                 |
| ---------------------------------------------------------------------------------- | ----------------------------------------------------------------------------------------------- | -------------------- | -------------------- | -------------------- | ---------------------- |
| Only One                                                                           | - Date de sortie : 3 février 2010 - Label : NH Media - Formats : CD, téléchargement numérique   | 1                    | —                    | —                    | - COR: plus de 23 920, |
| Neverland                                                                          | - Date de sortie : 31 août 2011 - Label : NH Media - Formats : CD, téléchargement numérique     | 6                    | —                    | —                    | - COR : plus de 22 000 |
| Collage                                                                            | - Date de sortie : 7 mars 2013 - Label : NH Media - Formats : CD, téléchargement numérique      | 2                    | —                    | 12                   | - COR : plus de 19 440 |
| Japonais                                                                           |                                                                                                 |                      |                      |                      |                        |
| A Shared Dream                                                                     | - Date de sortie : 29 février 2012 - Label : Avex Trax - Formats : CD, téléchargement numérique | —                    | 5                    | —                    | - JPN : plus de 13 138 |
| Inside Of Me                                                                       | - Date de sortie : 24 juillet 2013 - Label : Avex Trax - Formats : CD, téléchargement numérique | —                    | 8                    | —                    | - JPN : plus de 25 000 |
| Memories                                                                           | - Date de sortie : 19 mars 2014 - Label : Avex Trax - Formats : CD, téléchargement numérique    | —                    | 15                   | —                    | - JPN : plus de 8 504  |
| Action                                                                             | - Date de sortie : 18 mars 2015 - Label : Avex Trax - Formats : CD, téléchargement numérique    | —                    | 4                    | —                    | - JPN : plus de 20 297 |
| One Shot One Kill                                                                  | - Date de sortie : 23 mars 2016 - Label : Avex Trax - Formats : CD, téléchargement numérique    | —                    | 6                    | —                    | - JPN : plus de 12 988 |
| "—" signifie que l'album ne s'est pas classé ou n'est pas sorti dans cette région. |                                                                                                 |                      |                      |                      |                        |

### Compilation
| Titre      | Détails de l'album                                                                              | Meilleures positions | Meilleures positions | Ventes                 |
| Titre      | Détails de l'album                                                                              | COR                  | JPN                  | Ventes                 |
| Japonais   | Japonais                                                                                        | Japonais             | Japonais             | Japonais               |
| ---------- | ----------------------------------------------------------------------------------------------- | -------------------- | -------------------- | ---------------------- |
| First Kiss | - Date de sortie : 10 décembre 2010 - Label : NH Media - Formats : CD, téléchargement numérique | —                    | 21                   | - JPN : plus de 10 993 |

### Mini-albums (EPs)
| Titre                                                                              | Détails de l'album                                                                                | Meilleures positions | Meilleures positions | Meilleures positions | Ventes                                                         |
| Titre                                                                              | Détails de l'album                                                                                | COR                  | JPN                  | US World             | Ventes                                                         |
| Coréen                                                                             | Coréen                                                                                            | Coréen               | Coréen               | Coréen               | Coréen                                                         |
| ---------------------------------------------------------------------------------- | ------------------------------------------------------------------------------------------------- | -------------------- | -------------------- | -------------------- | -------------------------------------------------------------- |
| New Generation                                                                     | - Date de sortie : 3 septembre 2008 - Label : NH Media - Formats : CD, téléchargement numérique   | —                    | —                    | —                    | - COR : —                                                      |
| Bring It Back 2 Old School                                                         | - Date de sortie : 3 février 2009 - Label : NH Media - Formats : CD, téléchargement numérique     | —                    | —                    | —                    | - COR : —                                                      |
| ContiUKiss                                                                         | - Date de sortie : 6 novembre 2009 - Label : NH Media - Format : CD, téléchargement numérique     | —                    | —                    | —                    | - COR : —                                                      |
| Break Time                                                                         | - Date de sortie : 4 octobre 2010 - Label : NH Media - Formats : CD, téléchargement numérique     | 3                    | —                    | —                    | - COR : plus de 20 389,                                        |
| Bran New Kiss                                                                      | - Date de sortie : 30 mars 2011 - Label : NH Media - Formats : CD, téléchargement numérique       | 2                    | —                    | —                    | - COR : plus de 20 216                                         |
| DoraDora                                                                           | - Date de sortie : 25 avril 2012 - Label : NH Media - Formats : CD, téléchargement numérique      | —                    | 79                   | 12                   | - JPN : plus de 3 411 (Version coréenne)                       |
| The Special To Kiss Me                                                             | - Date de sortie : 5 juin 2012 - Label : NH Media - Formats : CD, téléchargement numérique        | 7                    | 82                   | 14                   | - COR : plus de 1 086 - JPN : plus de 2 134 (Version coréenne) |
| Stop Girl                                                                          | - Date de sortie : 20 septembre 2012 - Label : NH Media - Formats : CD, téléchargement numérique  | —                    | 76                   | 14                   | - JPN : plus de 4 246 (Version coréenne)                       |
| Moments                                                                            | - Date de sortie : 31 octobre 2013 - Label : NH Media - Formats : CD, téléchargement numérique    | 3                    | —                    | —                    | - COR : plus de 19 003                                         |
| Mono Scandal                                                                       | - Date de sortie : 2 juin 2014 - Label : NH Media - Formats : CD, téléchargement numérique        | 3                    | —                    | 14                   | - COR : plus de 13 924                                         |
| Always                                                                             | - Date de sortie : 23 janvier 2015 - Label : NH Media - Formats : CD, téléchargement numérique    | 3                    | —                    | —                    | - COR : plus de 11 146                                         |
| Stalker                                                                            | - Date de sortie : 7 juin 2016 - Label : NH Media - Formats : CD, téléchargement numérique        | 4                    | 86                   | 11                   | - COR : plus de 9 999 - JPN : plus de 676                      |
| Japonais                                                                           |                                                                                                   |                      |                      |                      |                                                                |
| Bran New Kiss                                                                      | - Date de sortie : 24 août 2011 - Label : Avex Trax - Formats : CD, téléchargement numérique      | —                    | 7                    | —                    | - JPN : plus de 14 582                                         |
| DoraDora + The Special To Kiss Me                                                  | - Date de sortie : 26 septembre 2012 - Label : Avex Trax - Formats : CD, téléchargement numérique | —                    | 43                   | —                    | - JPN : plus de 6 888                                          |
| Neverland                                                                          | - Date de sortie : 23 janvier 2013 - Label : Avex Trax - Formats : CD, téléchargement numérique   | —                    | 68                   | —                    | - JPN : —                                                      |
| Stop Girl                                                                          | - Date de sortie : 23 janvier 2013 - Label : Avex Trax - Formats : CD, téléchargement numérique   | —                    | 73                   | —                    | - JPN : —                                                      |
| The Christmas Album                                                                | - Date de sortie : 23 décembre 2015 - Label : Avex Trax - Formats : CD, téléchargement numérique  | —                    | 12                   | —                    | - JPN : plus de 8 592                                          |
| "—" signifie que l'album ne s'est pas classé ou n'est pas sorti dans cette région. |                                                                                                   |                      |                      |                      |                                                                |

### Singles
| Titre | Année  | Meilleures positions | Meilleures positions | Meilleures positions | Meilleures positions | Ventes                 | Album                        |
| Titre | Année  | COR Gaon             | KOR Hot 100,         | JPN Oricon           | JPN Hot 100          | Ventes                 | Album                        |
| Coréen | Coréen | Coréen               | Coréen               | Coréen               | Coréen               | Coréen                 | Coréen                       |
| --- | ------ | -------------------- | -------------------- | -------------------- | -------------------- | ---------------------- | ---------------------------- |
| "Not Young" | 2008   | —                    | —                    | —                    | —                    |                        | New Generation               |
| "I Like You" | 2009   | —                    | —                    | —                    | —                    |                        | Bring It Back 2 Old School   |
| "Talk To Me" | 2009   | —                    | —                    | —                    | —                    |                        | Bring It Back 2 Old School   |
| "Man Man Ha Ni" | 2009   | 35                   | —                    | —                    | —                    |                        | ContiUKiss                   |
| "Bingeul Bingeul" | 2010   | 13                   | —                    | —                    | —                    |                        | Only One                     |
| "What" | 2010   | —                    | —                    | —                    | —                    |                        | Only One                     |
| "Shut Up!" | 2010   | 70                   | —                    | —                    | —                    |                        | Break Time                   |
| "0330" | 2011   | 27                   | —                    | —                    | —                    |                        | Brand New Kiss               |
| "Neverland" | 2011   | 37                   | 51                   | —                    | —                    |                        | Neverland                    |
| "For Kiss Me" | 2011   | 36                   | 39                   | —                    | —                    |                        | For Kiss Me (single digital) |
| "Doradora" | 2012   | 73                   | 66                   | —                    | —                    |                        | DoraDora                     |
| "Believe" | 2012   | 70                   | 79                   | —                    | —                    |                        | The Special To Kiss Me       |
| "Cinderella" | 2012   | 94                   | —                    | —                    | —                    |                        | Cinderella (single digital)  |
| "Stop Girl" | 2012   | 93                   | 86                   | —                    | —                    |                        | Stop Girl                    |
| "Gangsta Boy" | 2012   | 97                   | —                    | —                    | —                    |                        | Gangsta Boy (single digital) |
| "Standing Still" | 2013   | 86                   | 82                   | —                    | —                    |                        | Collage                      |
| "She's Mine" | 2013   | 167                  | —                    | —                    | —                    |                        | Moments                      |
| "Quit Playing" | 2014   | 111                  | —                    | —                    | —                    |                        | Mono Scandal                 |
| "Playground" | 2015   | —                    | —                    | —                    | —                    |                        | Always                       |
| "Stalker" | 2016   | —                    | —                    | —                    | —                    |                        | Stalker                      |
| Japonais |        |                      |                      |                      |                      |                        |                              |
| "Tick Tack" | 2011   | —                    | —                    | 5                    | 46                   | - JPN : plus de 41 989 | A Shared Dream               |
| "Forbidden Love" | 2012   | —                    | —                    | 10                   | —                    | - JPN : plus de 30 001 | A Shared Dream               |
| "Dear My Friend" | 2012   | —                    | —                    | 8                    | 34                   | - JPN : plus de 25 000 | Inside øf Me                 |
| "One of You" | 2012   | —                    | —                    | 7                    | 30                   | - JPN : plus de 30 449 | Inside øf Me                 |
| "Distance..." | 2012   | —                    | —                    | 5                    | 39                   | - JPN : plus de 30 489 | Inside øf Me                 |
| "Alone" | 2013   | —                    | —                    | 4                    | 11                   | - JPN : plus de 29 000 | Inside øf Me                 |
| "Fall In Love/Shape Of Your Heart" | 2013   | —                    | —                    | 4                    | 37                   | - JPN : plus de 27 422 | Memories                     |
| "Break Up" | 2014   | —                    | —                    | 5                    | 52                   | - JPN : plus de 23 118 | Memories                     |
| "Love On U" | 2014   | —                    | —                    | 7                    | 31                   | - JPN : plus de 21 188 | Action                       |
| "Sweetie" | 2014   | —                    | —                    | 2                    | 60                   | - JPN : plus de 33 259 | Action                       |
| "Stay Gold" | 2015   | —                    | —                    | 3                    | 60                   | - JPN : plus de 44 418 | One Shot One Kill            |
| "Kissing to Feel" | 2016   | —                    | —                    | 4                    | 8                    | - JPN : plus de 34 007 | One Shot One Kill            |
| "—" signifie que le morceau ne s'est pas classé ou n'est pas sorti dans cette région. "*"Le Billboard Korea K-Pop Hot 100 a été introduit en août 2011 et s'est arrêté en juillet 2014. |        |                      |                      |                      |                      |                        |                              |

### Clips vidéos
| Année    | Titre                              | Directeur(s) | Référence(s) |
| Coréen   | Coréen                             | Coréen       | Coréen       |
| -------- | ---------------------------------- | ------------ | ------------ |
| 2008     | "Not Young"                        | NC           |              |
| 2009     | "I Like You"                       | NC           |              |
| 2009     | "Man Man Ha Ni"                    | NC           |              |
| 2010     | "Bingeul Bingeul"                  | NC           |              |
| 2010     | "시끄러!!"                         | NC           |              |
| 2011     | "Always"                           | NC           |              |
| 2011     | "0330"                             | NC           |              |
| 2011     | "Neverland"                        | Eun You Kim  | [ 185 ]      |
| 2012     | "DoraDora"                         | Eun You Kim  | [ 186 ]      |
| 2012     | "Believe"                          | Eun You Kim  | [ 187 ]      |
| 2012     | "Stop Girl"                        | Jang Pil     | [ 188 ]      |
| 2013     | "Standing Still"                   | Jang Pil     | [ 188 ]      |
| 2013     | "She's Mine"                       | Jang Pil     | [ 188 ]      |
| 2014     | "Only You"                         | NC           |              |
| 2014     | "Don't Flirt"                      | Lee Duk Hee  |              |
| 2015     | "Playground"                       | Jimmy        | [ 189 ]      |
| 2016     | "Stalker"                          |              |              |
| Japonais |                                    |              |              |
| 2011     | "Tick Tack"                        | Eun You Kim  | [ 190 ]      |
| 2012     | "A Shared Dream"                   | Eun You Kim  | [ 191 ]      |
| 2012     | "Forbidden Love"                   | Eun You Kim  | [ 192 ]      |
| 2012     | "Dear My Friend"                   | NC           |              |
| 2012     | "One of You"                       | Jang Pil     |              |
| 2012     | "Distance"                         | Jang Pil     |              |
| 2013     | "Alone"                            | Jang Pil     |              |
| 2013     | "Inside of Me"                     | Jang Pil     |              |
| 2013     | "Fall In Love/Shape of Your Heart" | Jang Pil     |              |
| 2014     | "Break Up"                         | Jang Pil     |              |
| 2014     | "Love On U"                        | NC           |              |
| 2014     | "Sweetie"                          | Jimmy        | [ 193 ]      |
| 2015     | "Action"                           | Jimmy        | [ 194 ]      |

## Filmographie

### Shows TV
- 2009 : You Know U-KISS
- 2009 : All About U-KISS
- 2010 : U-KISS Vampire[195]
- 2010 : Chef KISS
- 2012 : K-Pop Tasty Road (Eli avec U-KISS en invité)[196]
- 2013 : U-KISSme?
- 2013: Kanzume!! TV Magazine Show
- 2014 : U-KISS no Teatarishidai
- 2014 : Go U-KISS!

### Film
- 2016 : More Painful Than Sadness/Never Forget (Hoon & Jun)[197],[198]

### Dramas
- 2010 : I Am Legend (U-KISS)[199]
- 2010 : Autumn Destiny (Eli & Kibum) (Thaïlande)
- 2011 : Royal Family (Corée) (Dongho)[200]
- 2011 : Real School (Dongho, Kiseop & Eli)[201]
- 2012 : Holy Land (Dongho & Hoon)
- 2012 : The Strongest K-POP Survival (caméo)
- 2013 : Beautiful Man (Hoon)
- 2014 : Mental Shooter (Eli & Kevin)
- 2015 : Milky Love (Kevin) (Web drama)
- 2015 : Sweet Home, Sweet Honey (Hoon)
- 2016 : One and Only You (Kevin & Eli)

### Comédies musicales
- 2010 : On Air Live (Kevin)[202]
- 2013 : Summer Snow (Kevin, Soohyun & Kiseop)[203]
- 2013 : When A Man Loves (Hoon)[204]
- 2013 : Goong (Kiseop & Hoon)
- 2014 : Goong (Soohyun, Kiseop, Hoon & Kevin)
- 2015 : On Air~ Night Flight (Kevin & Jun)[205]
- 2015 : Run To You ~Street Life~ (Soohyun & Jun)
- 2015 : Cafe-In (Kiseop)

### KBS World Variety
- 2012 : Seri's Star Kitchen with U-Kiss (세리의 스타키친) avec Kevin, AJ et Eli (tous les membres sont apparus dans l'émission alors qu'ils filmaient le clip vidéo de "Forbidden Love")[206]

### Arirang TV
- 2013 : After School Club Tous les membres ont été invités lors de l'émission pour 3 épisodes (épisode 31, 73 et 139; Eli est apparu seul lors de l'épisode 66 avec Peniel de BTOB). Kevin co-anime l'émission depuis l'épisode 43.
- 2016 : After School Club Jun y apparaît seul lors de l'épisode 198 (Lunar New Year Special). Ainsi qu'à l'épisode 216, où tous les membres étaient des invités de l'émission.

## Concerts/Tournées
- 2010 : U-KISS Standing Concert
- 2010 : U-KISS 1st Kiss Live Concert
- 2012 : U-KISS 1st Japan Live Tour
- 2012 : U-KISS Japan Live Tour "A Shared Dream - Special Edition"
- 2012 : U-KISS Live In Tokyo
- 2013 : U-KISS Latinoamérica Tour
- 2013 : U-KISS Japan Live Tour "Inside Of Me"
- 2014 : U-KISS 1st U.S. Tour
- 2014 : U-KISS Japan Live Tour "Memories"
- 2014 : U-KISS "Scandal" In Europe Tour
- 2014 : U-KISS "Returns" In Tokyo
- 2015 : U-KISS Japan Live Tour "Action"
- 2016 : U-KISS Japan Live Tour "One Shot"

## Récompenses et nominations

### Golden Disk Awards
| Année | Catégorie          | Travail nommé | Résultat   |
| ----- | ------------------ | ------------- | ---------- |
| 2010  | Disk Bonsang Award | Only One      | Nomination |
| 2010  | Popularity Award   | Only One      | Nomination |

### Mnet Asian Music Awards
| Année | Catégorie           | Travail nommé   | Résultat   |
| ----- | ------------------- | --------------- | ---------- |
| 2008  | Best New Male Group | "I'm Not A Kid" | Nomination |

### Seoul Music Awards
| Année | Catégorie          | Travail nommé | Résultat   |
| ----- | ------------------ | ------------- | ---------- |
| 2012  | Disk Bonsang Award | DoraDora      | Nomination |
| 2012  | Popularity Award   | DoraDora      | Nomination |

### SBS MTV Best Of The Best
| Année | Catégorie             | Travail nommé | Résultat |
| ----- | --------------------- | ------------- | -------- |
| 2011  | Best Male Music Video | U-KISS        | Lauréat  |

### Korean Culture Entertainment Awards
| Année | Catégorie            | Travail nommé | Résultat |
| ----- | -------------------- | ------------- | -------- |
| 2008  | Best Male Idol Group | U-KISS        | Lauréat  |
| 2013  | Best Male Group      | U-KISS        | Lauréat  |

### Asia Song Festival
| Année | Catégorie                | Travail nommé | Résultat |
| ----- | ------------------------ | ------------- | -------- |
| 2008  | Asian Rookie Award       | U-KISS        | Lauréat  |
| 2008  | Influential Asian Artist | U-KISS        | Lauréat  |

### Korean Video Daejun Awards
| Année | Catégorie                     | Travail nommé | Résultat |
| ----- | ----------------------------- | ------------- | -------- |
| 2011  | Photogenic Artist Of The Year | U-KISS        | Lauréat  |

### [V] Chinese TOP Awards
| Année | Catégorie                      | Travail nommé | Résultat |
| ----- | ------------------------------ | ------------- | -------- |
| 2010  | Most Potential Overseas Artist | U-KISS        | Lauréat  |

### MTV EMA (Europe Music Awards)
| Année | Catégorie       | Travail nommé | Résultat   |
| ----- | --------------- | ------------- | ---------- |
| 2013  | BEST KOREAN ACT | U-KISS        | Nomination |

### Programmes de classements musicaux

#### The Show
| Année | Date       | Chanson    |
| ----- | ---------- | ---------- |
| 2015  | 17 février | Playground |